# カルヴィニャスコ
カルヴィニャスコ（伊: Calvignasco）は、イタリア共和国ロンバルディア州ミラノ県にある、人口約1,200人の基礎自治体（コムーネ）。

## 地理

### 位置・広がり

#### 隣接コムーネ
隣接するコムーネは以下の通り。括弧内のPVはパヴィーア県所属を示す。
- ブッビアーノ
- カゾラーテ・プリーモ (PV)
- ロザーテ
- ヴェルナーテ

### 地震分類
イタリアの地震リスク階級 (it) では、4 に分類される
。